# يي جين
يي جين (بالصينية: 余进) هو لاعب كرة سلة صيني. مثّل منتخب بلاده. شارك في دورة الألعاب الأولمبية الصيفية سنة 1948.

## روابط خارجية
- يي جين على موقع سبورتس رفرنس (الإنجليزية)
- يي جين على موقع أوليمبيديا (الإنجليزية)